# Textrix denticulata
Textrix denticulata är en spindelart som först beskrevs av Olivier 1789.  Textrix denticulata ingår i släktet Textrix och familjen trattspindlar. Arten är reproducerande i Sverige. Inga underarter finns listade i Catalogue of Life.